# Gare de Cerbère
Gare de Cerbère vasútállomás Franciaországban, Cerbère településen.

## Vasútvonalak
Az állomást az alábbi vasútvonalak érintik:
- Narbonne–Portbou-vasútvonal

## Kapcsolódó állomások
A vasútállomáshoz az alábbi állomások vannak a legközelebb:
- Gare de Banyuls-sur-Mer
- Portbou vasútállomás (Estación de Barcelona Sants, Línea R11)